# Порт-Владимир
Порт-Влади́мир — упразднённый в 2007 году посёлок Кольского района Мурманской области России. Находится на территории сельского поселения Ура-Губа.

## География
Располагался на севере области на острове Шалим в Ура-Губе, в 15 километрах к северо-востоку от Видяево.

## История
Первое поселение возникло на острове Шалим ещё до становления власти Новгородской республики и называлось Геретики. С приходом русских название постепенно трансформировалось в Еретики.
В 1883 году на острове основал китобойную компанию промышленник Герман Гебель. Спустя всего два года поселение посетил великий князь Владимир Александрович и вместе с ним несколько рыбопромышленников. По указанию Владимира Александровича в селе была построена церковь, и 12 ноября 1885 года Еретики были переименованы в Порт-Владимир в честь великого князя.
По данным переписи населения 1905 года в Порт-Владимире находилось два жилых дома, баня и четыре амбара. Рост численности населения начался с приходом советской власти, уже в 1935 году Порт-Владимиру присвоили звание рабочий посёлок.
В 1930-х годах на острове находился исправительно-трудовой лагерь системы ГУЛага, один из 24 на территории Мурманской области. К 1938 году проживало уже 754 человека. К началу 1940-х годов в посёлке была построена школа и больница, основой экономики являлась переработка рыбы. После войны и депортаций сюда были переселены кольские норвежцы, изначально проживавшие в Цыпнаволоке.
К 1950-м годам на острове появились: овощехранилище, пекарня, рыбзавод, пилорама и рыболовная станция. По переписи населения 1959 года в посёлке было 1718 жителей.
С 1960-х начали появляться воинские части, а в 1969 году гражданское население Порт-Владимира в принудительном порядке было переселено на материк, и на острове остались только военные.
После распада Советского Союза воинские части закрывались по всей области, в 1994 году военные покинули Порт-Владимир. С этого момента постоянного населения на острове нет. С 2001 года по инициативе администрации Видяево и Мурманского центра гражданского и патриотического воспитания молодёжи начали совершаться ежегодные коллективные поездки на остров Шалим бывших жителей посёлка.
В 2007 году по решению комитета Мурманской областной Думы по государственному строительству и местному самоуправлению было принято решение об упразднении населённых пунктов Маяк Выевнаволок, Порт-Владимир, Верхний Нюд, Новая Титовка и Маяк Пикшуев.